# Walt Whitman
Walt Whitman (Huntington, 31 de maio de 1819 – Camden, 26 de março de 1892) foi um poeta, ensaísta e jornalista estadunidense, considerado por muitos como o "pai do verso livre". Paulo Leminski o considerava o grande poeta da Revolução Americana, como Maiakovsky seria o grande poeta da Revolução Russa. Sua obra Folhas de Relva é considerada um marco na literatura universal, principalmente dentro do gênero poético.

## Biografia
Withman nasceu em Groselhis, no município de Huntington, no estado de Nova Iorque, filho de Walter Whitman Senior (1789–1855) e de Louisa Van Velsor Whitman (1795–1873). Pelo lado paterno, Whitman descende de ingleses e pelo lado materno de holandeses.
Quando tinha apenas quatro anos, sua família mudou-se para Brooklyn, onde este frequentou até aos onze anos uma escola oficial, trabalhando depois como aprendiz numa tipografia. 
Em 1835 trabalhou como impressor em Nova Iorque e no Verão do ano seguinte começou a ensinar em East Norwich, Long Island. Entre 1836-1838 deu aulas e de 1838 a 1839 editou o semanário Long Islander, em Huntington. Voltou ao ensino depois de participar como jornalista na campanha presidencial de Van Buren (1840-41). 
Em Maio de 1841 regressou a New York, onde trabalhou novamente como impressor. 
Entre 1842-1844 editou um jornal diário, Aurora, e o Evening Tatler. Regressou a Brooklyn em 1845, e durante um ano escreveu para o Long Island Star, tornando-se de seguida editor do Daily Eagle de Brooklyn, lugar que ocupou de 1846 a 1848. 
Em Fevereiro desse ano partiu com o irmão Jeff para Nova Orleans, onde trabalhou no Crescent. Deixou Nova Orleães em Maio do mesmo ano, regressando a Brooklyn através do Mississippi e dos Grandes Lagos. 
Editou o Freeman de Brooklyn entre 1848-1849 e no ano seguinte montou uma tipografia e uma papelaria. 
No início de Julho de 1855 publicou a primeira edição de "Leaves of Grass", impressa na Rome Brothers de Brooklyn e cujos custos Whitman suportou. Os versos deste livro eram livres, longos e brancos, imitando os ritmos da fala. 
A primeira edição da obra mais importante da sua carreira, não mencionava o nome do autor, e continha apenas 12 poemas e um prefácio. 
A obra poética de Whitman centra-se na colectânea "Leaves of Grass", dado que ao longo da sua vida o escritor se dedicou a rever e completar aquele livro, que teve oito edições durante a vida do poeta. 
No Verão seguinte foi publicada a segunda edição de "Leaves of Grass" (1856), ostentando na capa o nome do seu autor. 
O livro foi recebido com entusiasmo por alguns críticos, mas mal recebido pela maioria, o que, contudo, não impediu Whitman de continuar a trabalhar em novos poemas para aquela colectânea. 
A segunda edição de "Leaves of Grass" era composta por 32 poemas, intitulados e numerados. Entre eles encontrava-se Poem of Walt Whitman, an American, o poema que haveria de se chamar "Song of Myself" (Canto de Mim Mesmo). 
Entre a Primavera de 1857 e o Verão de 1859 Whitman editou o Times de Brooklyn, sendo publicada a 1860, em Boston, a terceira edição da sua obra. Contudo, a editora foi à falência em 1861 e a edição, que continha 154 poemas, foi pirateada. 
Entre 1863-1864 trabalhou para o Exército em Washington, DC, servindo entretanto como voluntário em hospitais militares. 
Regressou a Brooklyn doente e com marcas de envelhecimento prematuro causadas pela experiência da guerra civil. 
Trabalhou posteriormente como funcionário do Departamento do Interior (1865) e publicou em Maio desse ano o livro "Drum-Taps", que continha 53 poemas acerca da guerra civil e da experiência do autor nos hospitais militares. No mesmo ano foi despedido pelo Secretário James Harlan, por este ter considerado "Leaves of Grass" indecente.
Em 1867 foi publicada a quarta edição de "Leaves of Grass", com 8 novos poemas. 
No ano seguinte saiu em Londres uma selecção de poemas de Michael Rossetti, intitulada "Poems by Walt Whitman". 
A quinta edição de "Leaves of Grass" (1870-1871) teve uma segunda tiragem que incluía "Passage to India" e mais 71 poemas, alguns dos quais inéditos. 
Depois de publicar "Democratic Vistas", Whitman viajou para Hannover, New Hampshire. Corria o ano de (1872). Na Faculdade de Dartmouth leu "As a Song Bird on Pinions Free", posteriormente publicado com um prefácio. Em Janeiro de 1873, Whitman sofreu uma paralisia parcial. Pouco depois morreu a mãe e o escritor deixou Washington para se fixar em Camden, Nova Jérsia, com o irmão George. 
Em 1876 surgiu a sexta edição de "Leaves of Grass", publicada em dois volumes. Em Agosto de 1880, Whitman reviu as provas da sétima edição de "Leaves of Grass", que sob ameaças do Promotor Público teve de suspender a distribuição do livro. 
A edição só foi retomada dois anos mais tarde por Rees Welsh e depois por David McKay.  Incluía 20 poemas inéditos e os títulos definitivos e uma ordem dos poemas revista. Em 1882 foi ainda publicado o livro "Specimen Days and Collect". 
Os últimos anos de vida de Whitman foram marcados pela pobreza, atenuada apenas pela ajuda de amigos e admiradores americanos e europeus. 
Em 1884, Whitman adquiriu uma casa em Camden, Nova Jérsia. Quatro anos depois, sofreu um novo ataque de paralisia e viu publicados 62 novos poemas sob o título "November Boughs" (1888). Ainda nesse ano foi publicado "Complete Poems and Prose of Walt Whitman". 
A oitava edição de "Leaves of Grass" apareceu em 1889, e no ano seguinte o escritor começou a preparar a sua nona edição, publicada em 1892. 
Whitman morreu no dia 26 de Março de 1892 e foi sepultado em Camden, Nova Jérsia.

## Legado
Cinco anos depois de sua morte, foi publicada, em Boston, a décima edição de Leaves of Grass (1897), a que se juntaram os poemas póstumos "Maria Amélia". 
Nos seus poemas, Walt Whitman elevou a condição do homem moderno, celebrando a natureza humana e a vida em geral em termos pouco convencionais. Na sua obra "Leaves of Grass", Whitman exprime em poemas visionários um certo panteísmo e um ideal de unidade cósmica que o Eu representa. Profundamente identificado com os ideais democráticos da nação americana, Whitman não deixou de celebrar o futuro da América. 
Ficou ainda mais conhecido mundialmente a partir das citações inseridas no enredo do filme Sociedade dos Poetas Mortos.
Na série No Fim do Mundo, alguns poemas de Leaves of Grass são lidos na rádio local, originando uma disputa entre o locutor e o proprietário da rádio a propósito das supostas inclinações sexuais de Whitman e da conotação sexual da obra.
Fernando Pessoa escreveu um poema de nome "Saudação a Walt Whitman".
"Introduziu uma nova subjectividade na concepção poética e fez da sua poesia um hino à vida. A técnica inovadora dos seus poemas, nos quais a ideia de totalidade se traduziu no verso livre, influenciou não apenas a literatura americana posterior, mas todo o lirismo moderno, incluindo o poeta e ensaísta português Fernando Pessoa."

## Publicações
- Franklin Evans; or The Inebriate: A Tale of the Times (1842)
- The Half-Breed; A Tale of the Western Frontier (1846)
- Life and Adventures of Jack Engle (serializado em 1852)[4]
- Leaves of Grass (1855, a primeira de sete edições até 1891)
- Manly Health and Training (1858)[5]
- Drum-Taps (1865)
- Democratic Vistas (1871)
- Memoranda During the War (1876)
- Specimen Days (1882)
- The Wound Dresser: Letters written to his mother from the hospitals in Washington during the Civil War, edited by Richard M. Bucke (1898)
- Walt Whitman Speaks: His Final Thoughts on Life, Writing, Spirituality, and the Promise of America como disse a Horace Traubel, editado por Brenda Wineapple (2019)[6]

### Edições online
- Obras de Walt Whitman (em inglês) no Projeto Gutenberg
- Obras de ou sobre Walt Whitman no Internet Archive

### Arquivos
- Walt Whitman papers at Columbia University. Rare Book & Manuscript Library.
- Walt Whitman documents at Columbia University. Rare Book & Manuscript Library.
- Walt Whitman, "The Bible as Poetry". Manuscrito de 1883 na University of Chicago Special Collections Research Center.
- Walt Whitman collection 1884–1892 - University of Chicago Special Collections Research Center.
- Walt Whitman collection. Yale Collection of American Literature, Beinecke Rare Book and Manuscript Library.
- Walt Whitman collection, Kislak Center for Special Collections, Rare Books and Manuscripts, University of Pennsylvania.
- Walt Whitman collection - L. Tom Perry Special Collections, Brigham Young University.
- "The Untimeliness of the Walt Whitman Exhibition at the New York Public Library: An Open Letter to Trustees," by Charles F. Heartman, - John J. Wilcox, Jr. LGBT Archives, William Way LGBT Community Center.
- Horace Traubel collection of Walt Whitman papers - Special Collections, University of Delaware Library, Museums and Press.
- Susan Jaffe Tane collection of Walt Whitman, 1842-2012, mantida pela Henry W. and Albert A. Berg Collection of English and American Literature, New York Public Library.New York Public Library.
- William E. Barton Collection of Walt Whitman Materials - Amherst College Archives & Special Collections

### Exposições
- Walt Whitman in His Time and Ours - Special Collections, University of Delaware Library, Museums and Press, 12 de fevereiro a 14 de junho de 2019
- Revising Himself: Walt Whitman and Leaves of Grass - Library of Congress, "Exhibition Celebrates 150 Years of Walt Whitman's 'Leaves of Grass'", 16 de maio a 3 de dezembro de 2005
- Whitman Vignettes: Camden and Philadelphia - Kislak Center for Special Collections, Rare Books and Manuscripts, Universidade da Pensilvânia, 28 de maio a 23 de agosto de 2019
- Walt Whitman Bard of Democracy at the Morgan Library and Museum, 7 de junho a 15 de setembro de 2019
- Walt Whitman: America's Poet at the New York Public Library, 29 de março a 30 de agosto de 2019
- Poet of the Body: New York's Walt Whitman at the Grolier Club, 15 de maio a 27 de julho de 2019

### Locais históricos
- Walt Whitman Birthplace State Historic Site
- Walt Whitman Camden Home Historic Site

### Outras ligações externas
- Whitman Web - University of Iowa International Program
- Walt Whitman: Online Resources at the Library of Congress.
- The Walt Whitman Archive inclui todas as edições de Leaves of Grass em imagens de página e transcrição, bem como manuscritos, crítica e biografia.
- Walt Whitman: Profile, Poems, Essays - Poets.org.
- Brooklyn Daily Eagle Online. Brooklyn Public Library.
- Walt Whitman (em inglês) no Find a Grave [fonte confiável?]
- Walt Whitman. no IMDb.
- Johnson, John A., and Lloyd D. Worley. "Criminals' Responses to Religious Themes in Whitman's Poetry" (Archive). In J. M. Day e W. S. Laufer (eds), Crime, Values, and Religion, Norwood, NJ: Ablex, 1987, 133–51.